# El amor de mi bohío
«El amor de mi bohío» (también llamada «Mi guajirita») es una canción compuesta, música y letra, en la década de 1930, por el compositor cubano Julio Brito

## Temática
La canción describe un paisaje típico de la campiña cubana, a la vez que cuenta la historia de un campesino enamorado, que debe abandonar su bohío y a su mujer para ir a trabajar la tierra.
El autor describe la campiña cubana:

Valle plateado de luna, sendero de mis amores, quiero ofrendarle a las flores el canto de mi montuna... Es todo amor, lo que reina en mi bohío donde la quietud del río se ensueña...

Habla de su amor por su pareja:

Es mi vivir, una linda guajirita, la cosita más bonita, trigueña... Y al despertar a mi linda guajirita dejo un beso en su boquita que adoro...

Debe marcharse a trabajar porque amanece:

De nuevo el sol, me recuerda que ya el día en su plena lozanía reclama...

Se despide de su mujer:

Luego se ve, a lo lejos el bohío, y una manita blanca que me dice adiós.

## Historia
«El amor de mi bohío» se estrenó en 1937 en el cabaret Eden Concert de La Habana y alcanzó rápidamente una gran popularidad.Julio Brito terminó esta canción a instancias de su hermano, el también músico y director de orquesta Alfredo Brito, quien le insistió para acabarla.
Esta guajira inspiró a Juan Orol, cineasta mexicano, para escribir el guion de su película El amor de mi bohío (1947). La canción suena como tema de apertura de la película, mientras aparecen los créditos.
«El amor de mi bohío» forma parte de películas como El campeón ciclista (1956). Se puede escuchar la canción alrededor del minuto 00:57:29 del film. El guionista utiliza «El amor de mi bohío» para identificar al equipo ciclista cubano. 
En el momento de mayor popularidad de «El amor de mi bohío», la Sociedad de Autores de Cuba pagó a Julio Brito 40 centavos en concepto de derechos de autor. En la revista Bohemia, el periodista hace notar que todos los involucrados en la difusión de «la canción que más se toca y se canta y se baila hoy en toda Cuba y en México», cobraban por interpretarla o difundirla. Todos, salvo el autor.

## Versiones
Algunos artistas que han grabado versiones de esta guajira de Julio Brito:
- Pedro Vargas con la Orquesta de Alfredo Brito (RCA - 1939)
- Orquesta Riverside (RCA Victor - 1939)
- Kiko Mendive (RCA Victor - 1947)
- Antonio María Romeu y su Orquesta Gigante (Panart - 1955)
- Trío Matamoros (Martinez Vela - 1956)
- Abelardo Barroso (Calle Mayor - 1957)
- Xiomara Alfaro (RCA - 1959)
- Julito Rodriguez y su Trio (Ansonia - 1962)
- Marco Antonio Muñíz (RCA Victor Mexicana - 1962)
- Guillermo Portabales (Gema Records - 1967)
- Lorenzo González (Compañía del Gramófono Odeon - 1968)
- Leo Marini (Mrva - 1969)
- Senén Suarez y su Combo (Areito - 1971)
- Sonora Matancera (Orfeón - 1975)
- Tito Puente (1977)
- Juan Legido (GRC - 1978)
- Roberto Torres (1979)
- Olga Guillot (1991)
- Barbarito Diez con la Orquesta de Antonio María Romeu (1996)

- Daniel Santos (Star Music - 1996)

- Fruko y sus Tesos (Discos Fuentes - 1996)

- Marvela Puerto Rico (Musart-Balboa, a division of Concord Music Group, Inc. - 1997)

- Omara Portuondo (EGREM Bajo Licencia Exclusiva a Sony Music Entertainment España, S.L. - 1997)

- Las Perlas del Son (Suavecito - 1999)

- Trío Servando Díaz (1999)
- Tito Gómez (Caribe Sound - 2013)
- Jonah Jones (Circulo Musical - 2015)
- Los Panchos (2017)
- Orquesta Enrique Jorrín (2017)
- José Alberto el Canario (2023)